# Nikolajbæk
Nikolajbæk (tysk Nikolaibek) er et vandløb i det sydvestlige Flensborg i Sydslesvig. En stor del af bækkens strækning er rørlagt. Et mindre afsnit syd for Nikolajskoven er frilagt. Efter få kilometer munder bækken ved vesttangenten (Forbundsvejen 200) ud i Skærbækken (Møllestrømmen), som ved Havnespidsen igen munder ud i Flensborg Fjord. Bækken optog tidligere spildevand fra boligområder i Sporskifte. Navnet er hentet fra beliggenheden på Skt. Nikolaj mark, altså den til Sct. Nikolaj Sogn hørende bymark syd for midtbyen. 